# 메르프 증후군
메르프 증후군(영어: MERRF syndrome)은 미토콘드리아 질병이다. 메르프 증후군은 극히 드물며, 헤테로플라스미로 인해 발현도가 다양하다. 메르프 증후군은 신체의 여러 부분, 특히 근육과 신경계에 영향을 미친다. 메르프 증후군의 징후와 증상은 어린 나이에, 일반적으로 아동기 또는 청소년기에 나타난다. 메르프 증후군의 원인은 단정하기 어렵지만 미토콘드리아 장애이기 때문에 핵 DNA 또는 미토콘드리아 DNA의 돌연변이로 인해 일어날 수 있다.

## 같이 보기
- 미토콘드리아 질병